# جاك كونواي (لاعب كرة قاعدة)
جاك كونواي (بالإنجليزية: Jack Conway)‏ هو لاعب كرة قاعدة أمريكي، ولد في 30 يوليو 1918 في بريان في الولايات المتحدة، وتوفي في 11 يونيو 1993 في واكو في الولايات المتحدة.

## وصلات خارجية
- جاك كونواي على موقعبيزبول رفرنس.كوم (الدوري الرئيسي) (الإنجليزية)